# Millennium (bài hát)
"Millennium" là bài hát của Robbie Williams, phát hành làm đĩa đơn mở đầu cho album phòng thu thứ hai của anh, I've Been Expecting You. Bài hát được phát hành năm 1998.
Đĩa đơn là đĩa bán chạy thứ 30 năm 1998 ở Vương quốc Anh.
"Millennium" là đĩa đơn hát đơn đầu tiên của Robbie Williams dẫn đầu UK Singles Chart. Năm 1999, bài hát cũng được phát trên radio ở các nước Canada và Hoa Kỳ, nơi nó là đĩa đơn mở đầu cho album biên tập phát hành ở Bắc Mỹ sau đó của anh, The Ego Has Landed.
Tại Brit Awards 1999, video âm nhạc cho "Millennium" đã thắng giải Best British Video.

## Thông tin
Bài hát trở thành đĩa đơn quán quân đầu tiên của Robbie Williams tại Vương quốc Anh, bán được trên 400.000 bản và được chứng nhận đĩa Vàng ở đây. Ca khúc cũng đạt được thành công quốc tế, lọt vào top 40 ở nhiều quốc gia. Đây cũng là bài hát đầu tiên của Williams lọt vào bảng xếp hạng Billboard Hot 100 Hoa Kỳ trong lần phát hành năm 1999. Tuy nhiên, cả nó và "Angels" (đĩa đơn thứ hai của anh tại Mỹ) đều không lọt vào top 40 ở đây.

## Danh sách bài hát và định dạng
UK CD1 (Phát hành 7 tháng 9 năm 1998)
1. "Millennium" – 4:06
2. "Love Cheat" [Bản Demo] – 3:46
3. "Rome Munich Rome" [Bản Demo] – 3:05

UK CD2 (Phát hành 7 tháng 9 năm 1998)
1. "Millennium" – 4:06
2. "Lazy Days" [Phiên bản gốc] – 4:29
3. "Angels" [Phiên bản trực tiếp] – 5:38

European CD Maxi (Phát hành 7 tháng 9 năm 1998)
1. "Millennium" – 4:06
2. "Love Cheat" [Bản Demo] – 3:46
3. "Rome Munich Rome" [Bản Demo] – 3:05
4. "Angels" [Phiên bản trực tiếp] – 5:38

## Xếp hạng
| Bảng xếp hạng (1998)                   | Vị trí cao nhất |
| -------------------------------------- | --------------- |
| Irish Singles Chart                    | 1               |
| UK Singles Chart                       | 1               |
| New Zealand Singles Chart              | 3               |
| Italian Singles Chart                  | 6               |
| Swedish Singles Chart                  | 12              |
| Norwegian Singles Chart                | 14              |
| French Singles Chart                   | 16              |
| Austrian Singles Chart                 | 18              |
| Belgian (Flanders) Singles Chart       | 18              |
| Swiss Singles Chart                    | 18              |
| Belgian (Wallonia) Singles Chart       | 20              |
| Australian Singles Chart               | 24              |
| Dutch Singles Chart                    | 38              |
| German Singles Chart                   | 41              |
| Bảng xếp hạng (1999)                   | Vị trí cao nhất |
| Canadian Singles Chart                 | 9               |
| U.S. Billboard Hot 100                 | 72              |
| U.S. Billboard Top 40 Mainstream       | 20              |
| U.S. Billboard Hot Adult Top 40 Tracks | 22              |

| Quốc gia       | Chứng nhận | Doanh số |
| -------------- | ---------- | -------- |
| Vương quốc Anh | Vàng       | 400.000+ |